# Puntius vittatus
Puntius vittatus е вид лъчеперка от семейство Шаранови (Cyprinidae). Видът не е застрашен от изчезване.

## Разпространение и местообитание
Разпространен е в Индия (Андхра Прадеш, Бихар, Гоа, Гуджарат, Джаркханд, Карнатака, Керала, Мадхя Прадеш, Махаращра, Ориса, Пенджаб, Пондичери, Раджастан, Тамил Наду, Утар Прадеш и Чхатисгарх), Пакистан и Шри Ланка.
Обитава сладководни и полусолени басейни, морета, реки и потоци в райони с тропически климат.

## Описание
На дължина достигат до 5 cm.
Популацията на вида е стабилна.